# Желча
Желча (рус. Желча) река је на западу европског дела Руске Федерације. Протиче преко северних делова Псковске области, односно преко територија њеног Гдовског и Стругокрасњенског рејона. Притока је Чудског језера, те део басена реке Нарве и Финског залива Балтичког мора.
Свој ток започиње на обронцима Лушког побрђа. Укупна дужина водотока је 107 km, а површина сливног подручја 1.220 km². Низводно од села Јам пловна је за мања пловила. У доњем делу тока протиче кроз неколико мањих језера.
Најважније притоке су Доња Белка, Дубенка, Крапивинка и Перенка.